# Zbożny Kormański
Zbożny (Auctus) Kormański herbu Junosza (zm. przed 9 października 1579 roku) – kasztelan czechowski w latach 1576-1578.
Żonaty z Anną z Lipnika.
Poseł województwa ruskiego na sejm 1576/1577 roku. 